# チュージョ
チュージョ（スペイン語、Chullo）とは、アンデス山脈付近のペルー、ボリビア、チリ、アルゼンチンで見られる、耳を覆う部分が付いた帽子である。なお、名称のチュージョは元々アイマラ語であった。

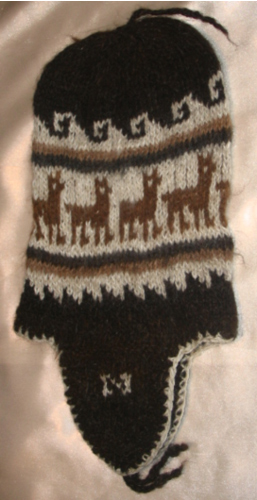
チュージョ。耳も覆う構造になっている。

チュージョは、主にアンデス山脈に住む動物の毛を材料に作成された編み物。リャマ、アルパカ、ビクーニャの毛が用いられる他、羊毛も用いられる
。
アンデス山脈の厳しい気候に対応すべく、耳を覆う部分には、さらに顎紐が付けられていて、より防寒性を上げたタイプのチュージョも見られる。

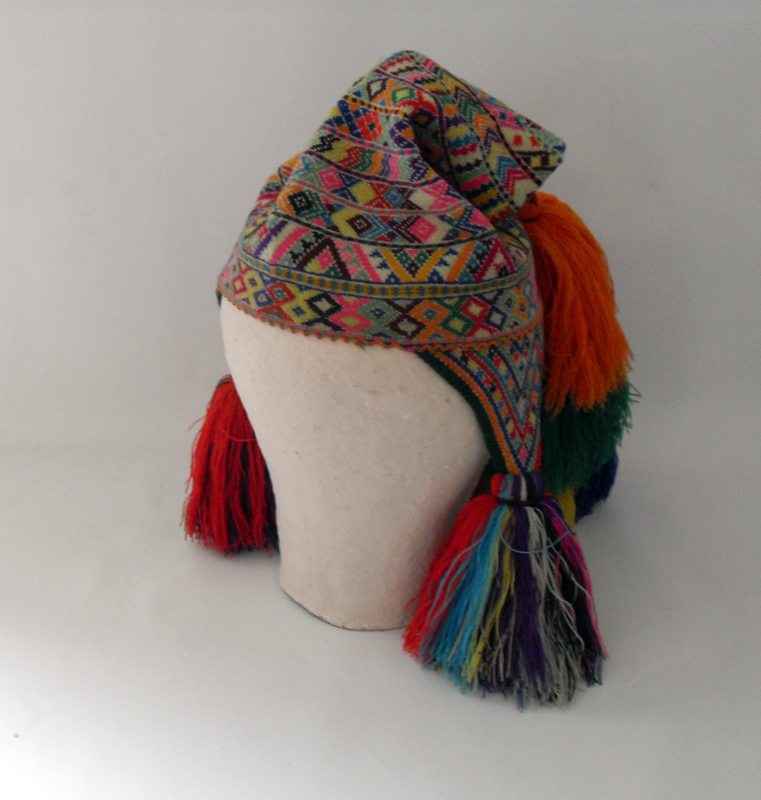
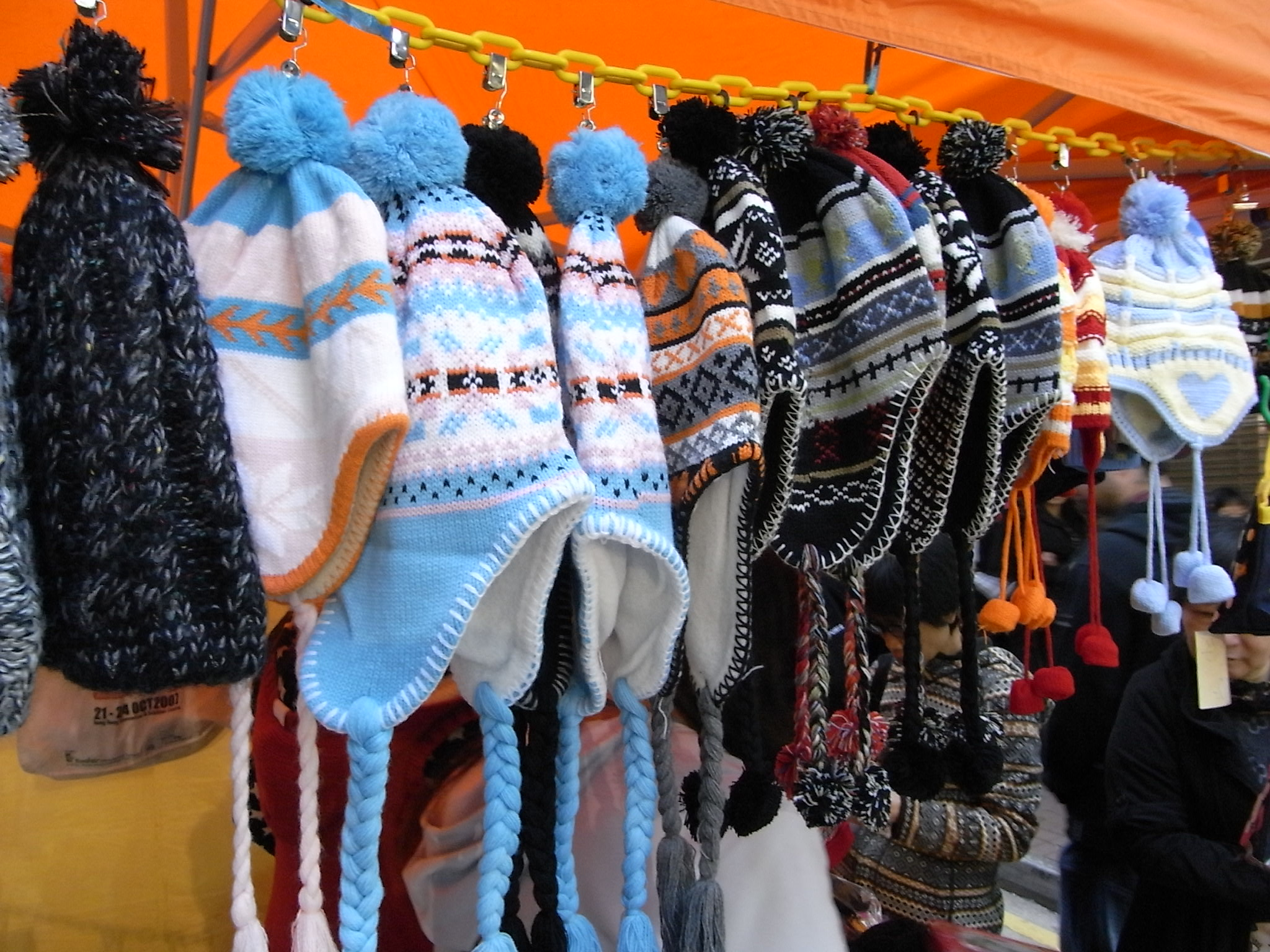
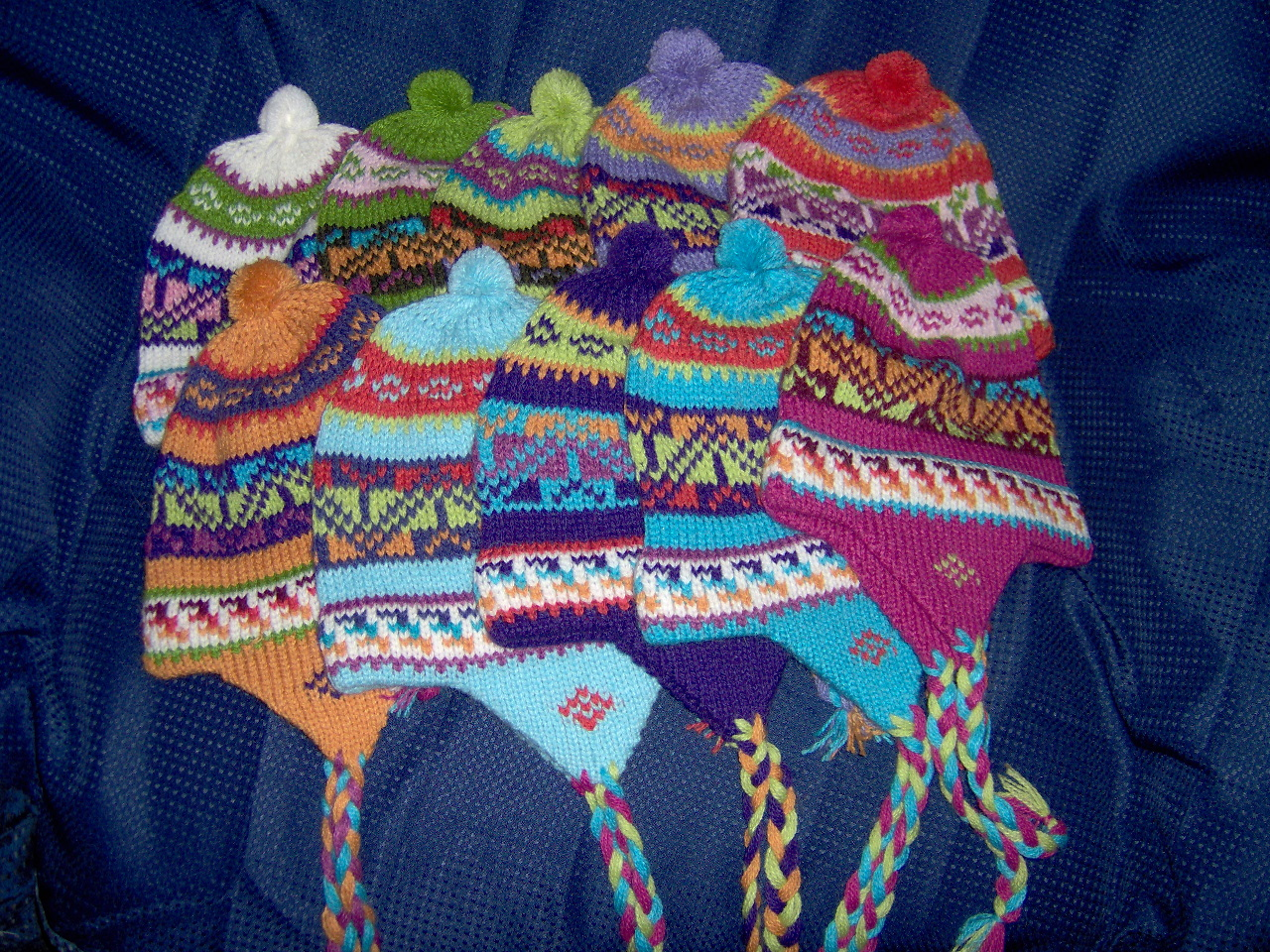
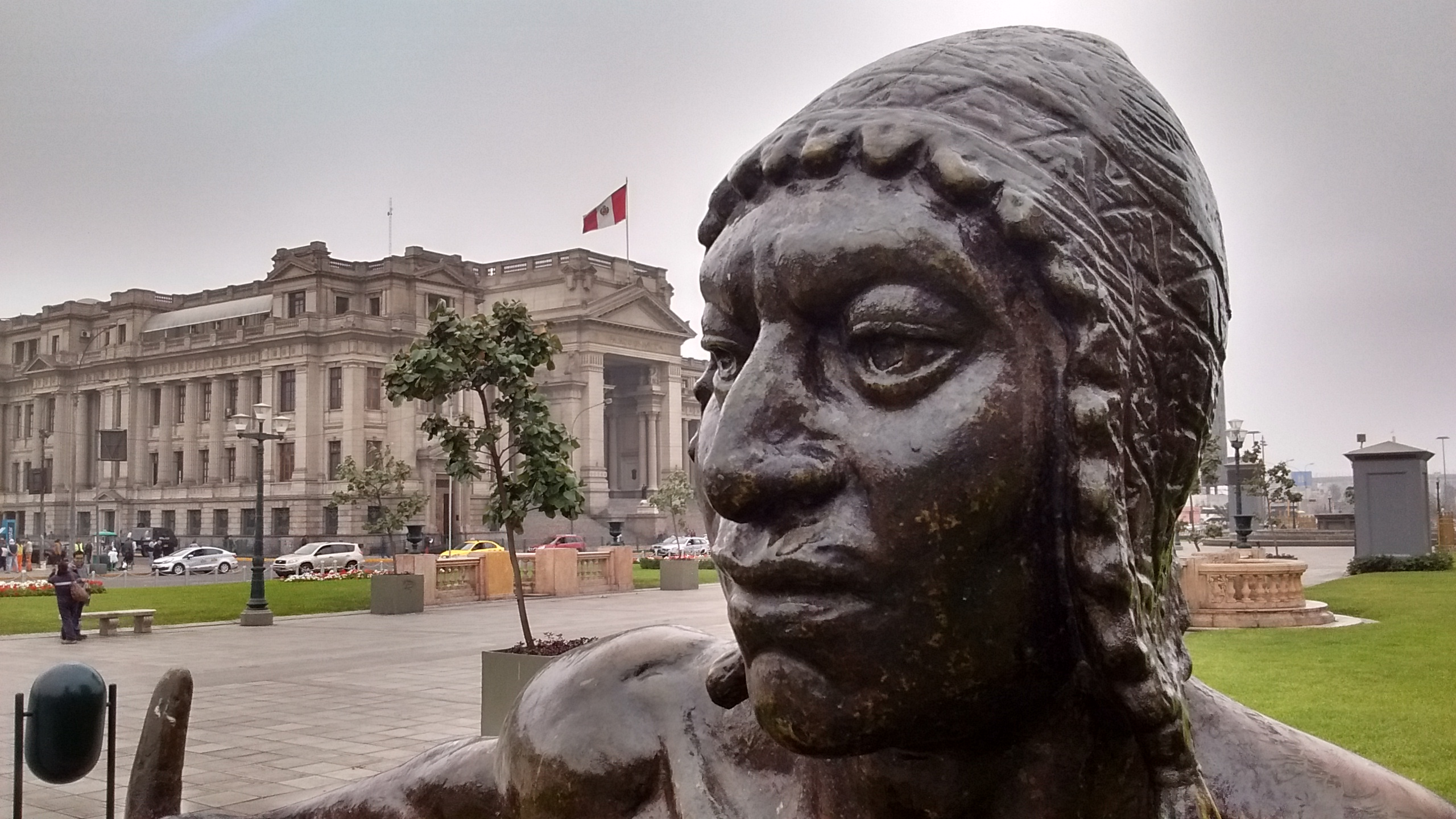
彫刻「ラ・ユンタ（英語版） 」
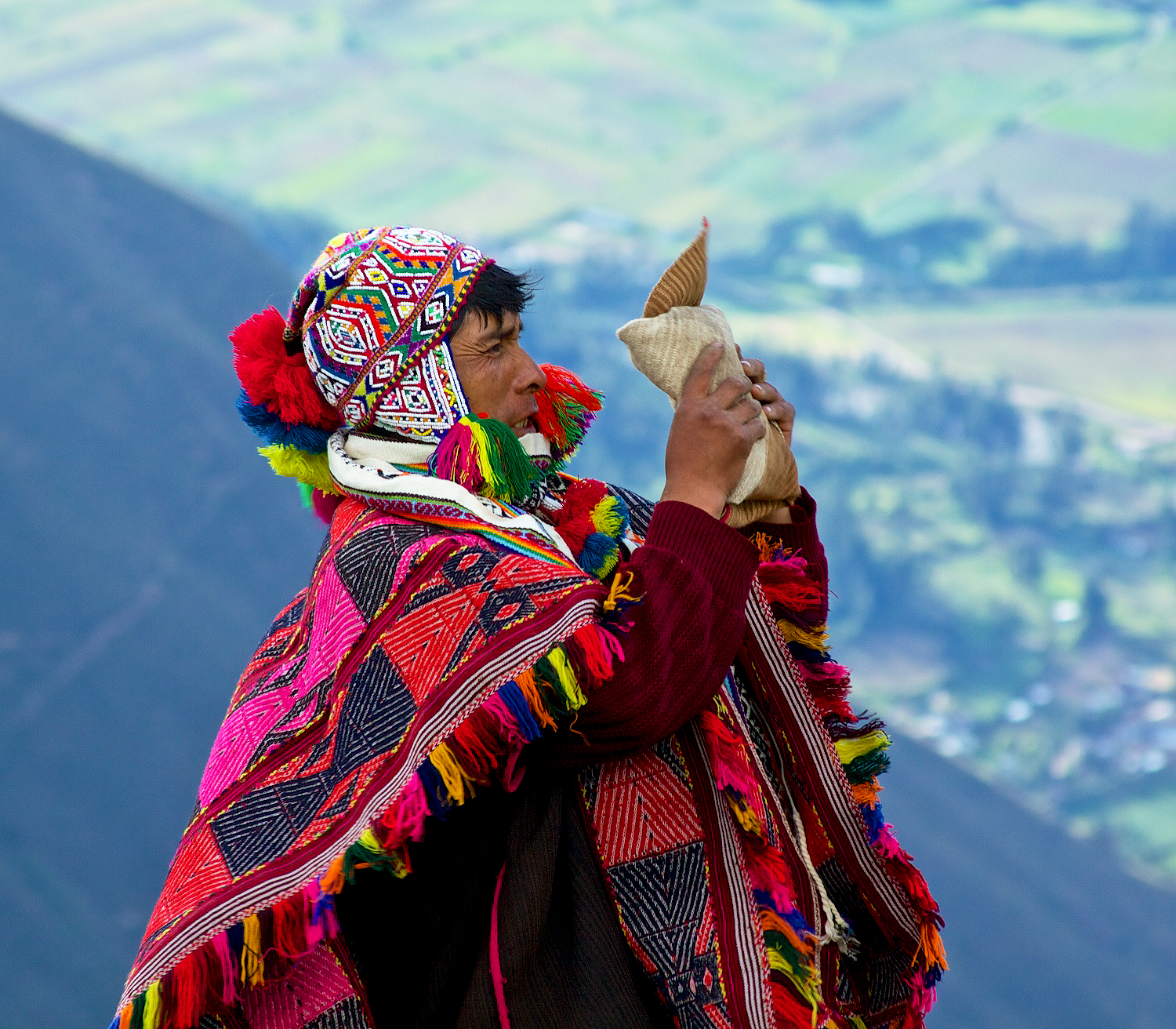
クランデロ（英語版）（シャーマン）
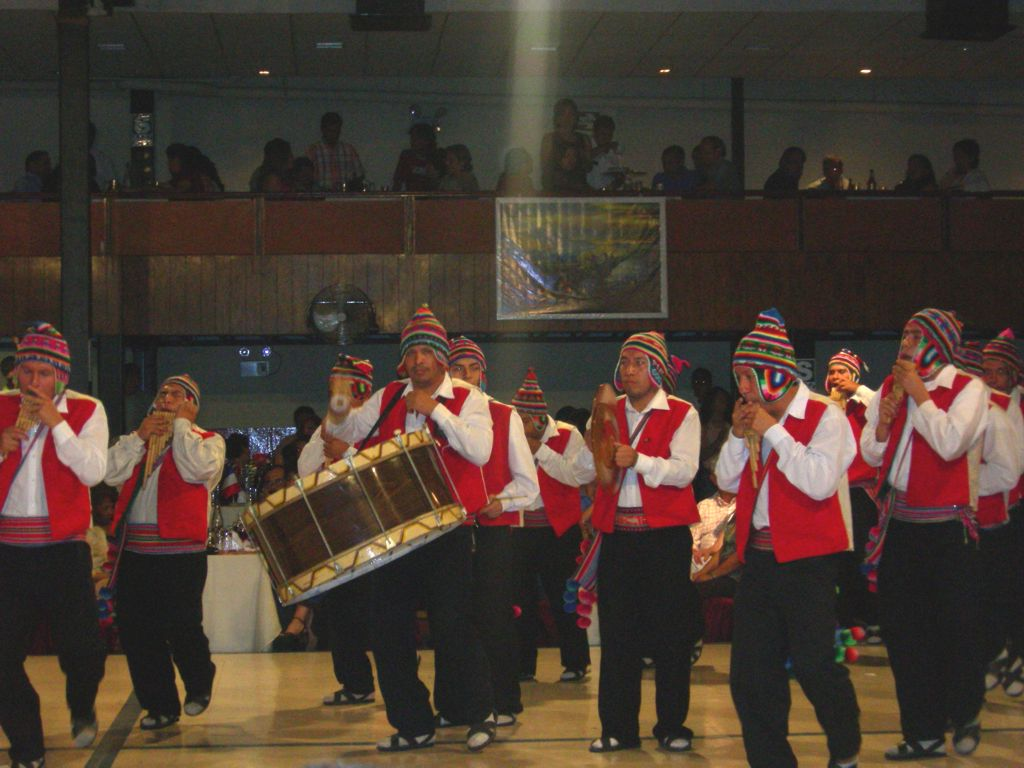
ブリサス・デル・チチカカ文化協会（スペイン語版）の演奏
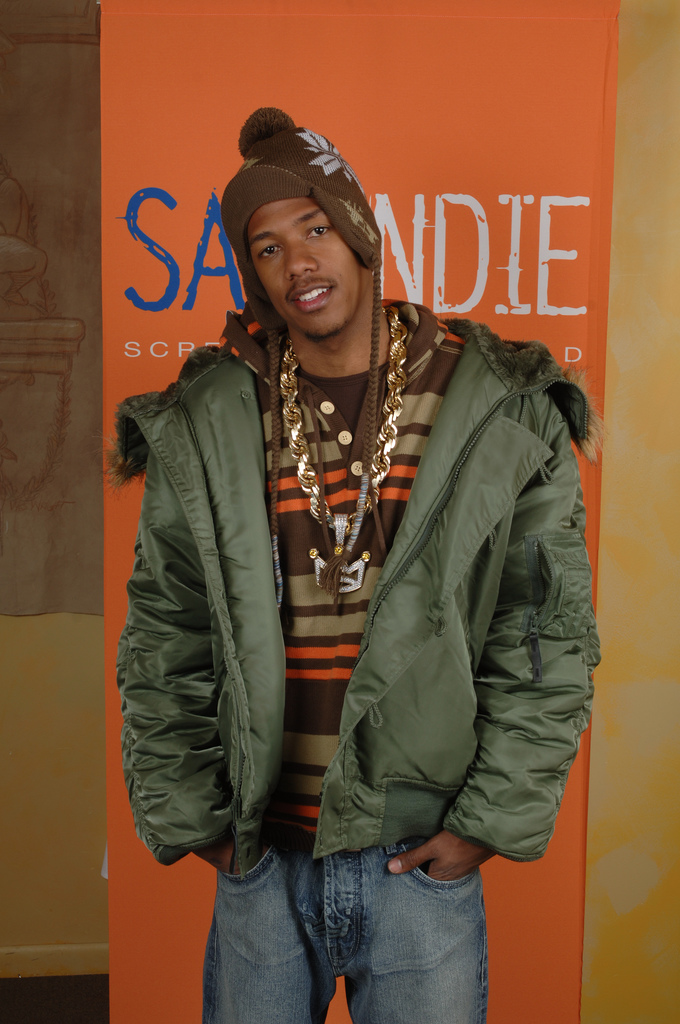
ニック・キャノン
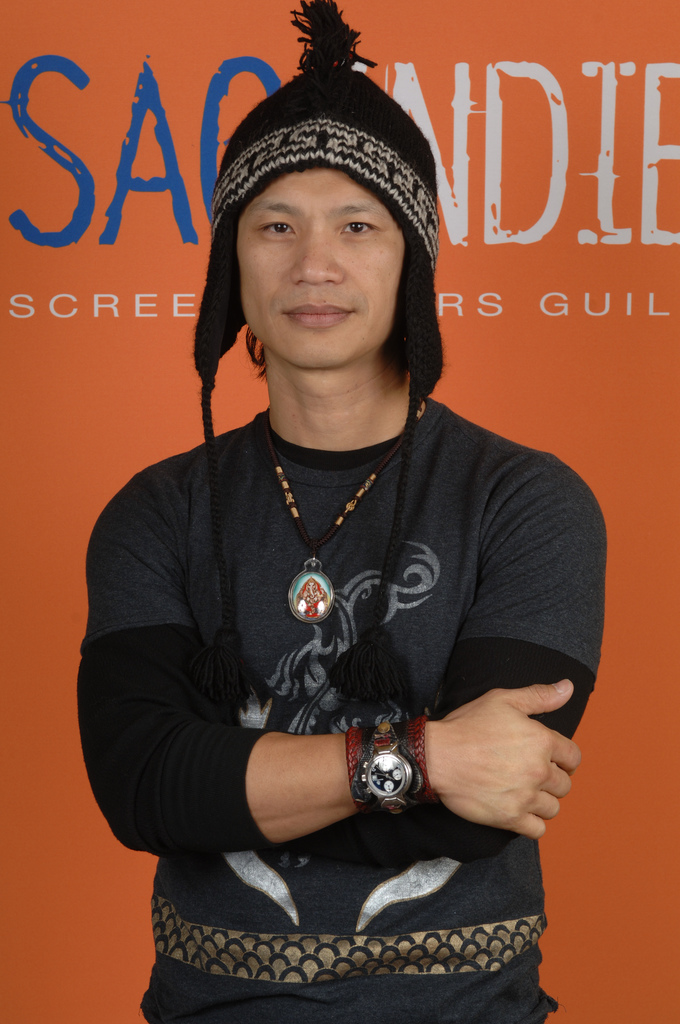
ダスティン・ヌエン（英語版）